# Malrotación intestinal
La malrotación intestinal es una anomalía congénita de la rotación del intestino medio. Ocurre durante el primer trimestre cuando el intestino del embrión experimenta una serie compleja de crecimiento y desarrollo. La malrotación puede provocar una complicación peligrosa llamada vólvulo. La malrotación puede referirse a un espectro de posicionamiento intestinal anormal, que a menudo incluye:
- El intestino delgado se encuentra predominantemente en el lado derecho del abdomen.
- El ciego se desplaza de su posición habitual en el cuadrante inferior derecho hacia el epigastrio o hipocondrio derecho.
- Un ligamento de Treitz ausente o desplazado Bandas fibrosas peritoneales llamadas bandas de Ladd que atraviesan la porción vertical del duodeno

Un mesenterio inusualmente estrecho, parecido a un tallo Malrotación intestinal Especialidad Genética Médica La posición de los intestinos, el mesenterio estrecho y las bandas de Ladd pueden contribuir a varias afecciones gastrointestinales graves. 
El mesenterio estrecho predispone algunos casos de malrotación al vólvulo del intestino medio, una torsión de todo el intestino delgado que puede obstruir los vasos sanguíneos mesentéricos y provocar isquemia intestinal, necrosis y muerte si no se trata de inmediato. Las bandas fibrosas de Ladd pueden contraer el duodeno y provocar una obstrucción intestinal.

## Causas

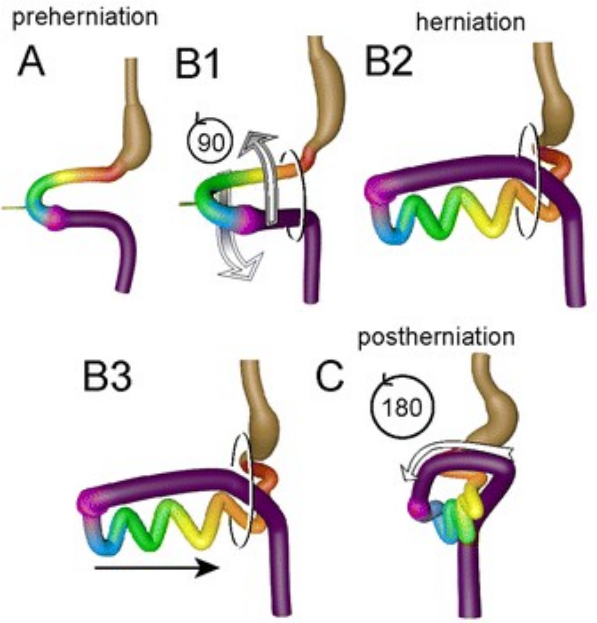
El Diagrama que muestra el proceso por el cual el intestino rota y se hernia durante el desarrollo normal. Desde el panel A al B (vistas del lado izquierdo), el lazo del intestino medio gira 90 ° en sentido antihorario, de modo que su posición cambia de medio sagital (A) a transversal (B1). El intestino delgado forma bucles (B2) y se desliza hacia el abdomen (B3) durante la resolución de la hernia. Mientras tanto, el ciego se mueve del lado izquierdo al derecho, lo que representa la rotación adicional de 180 ° en sentido antihorario del intestino (C, vista central).

Se desconoce la causa exacta de la malrotación intestinal. No está definitivamente asociado con un gen en particular, pero hay alguna evidencia de recurrencia en las familias.

## Diagnóstico
La malrotación se diagnostica con mayor frecuencia durante la infancia, sin embargo, algunos casos no se descubren hasta más tarde en la infancia o incluso en la edad adulta. En pacientes con enfermedades agudas, considere laparotomía quirúrgica de emergencia si existe un alto índice de sospecha. En casos de vólvulo, la radiografía simple puede mostrar signos de obstrucción duodenal con dilatación del duodeno proximal y el estómago, pero a menudo es inespecífica. La ecografía puede ser útil en algunos casos de vólvulo, que muestra un "signo de remolino" donde la arteria mesentérica superior y la vena mesentérica superior se han torcido. La serie gastrointestinal superior es la modalidad de elección para la evaluación de la malrotación, ya que a menudo mostrará una posición anormal del duodeno y el ángulo duodenoyeyunal (ligamento de Treitz). 
En casos de malrotación complicada con vólvulo, el tracto gastrointestinal superior muestra un aspecto en sacacorchos del duodeno y yeyuno distal. En los casos de obstrucción de las bandas de Ladd, el tracto gastrointestinal superior puede revelar una obstrucción duodenal. Aunque la serie GI superior se considera la prueba diagnóstica más fiable para la malrotación intestinal, pueden producirse falsos negativos en el 5% de los casos. Los falsos negativos se atribuyen con mayor frecuencia a errores del radiógrafo, pacientes pediátricos que no cooperan o variaciones en la posición intestinal. En casos ambiguos, los médicos pueden desear repetir el tracto gastrointestinal superior o considerar modalidades de diagnóstico adicionales. La serie gastrointestinal inferior puede ser útil en algunos pacientes al mostrar el ciego en una ubicación anormal. La tomografía computarizada y la resonancia magnética también pueden ayudar en el diagnóstico de casos ambiguos. 
La incidencia de malrotación intestinal en lactantes con onfalocele es baja. Por lo tanto, hay poca evidencia que respalde la detección de malrotación intestinal en lactantes con onfalocele.

## Tratamiento
Es necesario un tratamiento quirúrgico oportuno para la malrotación intestinal cuando se ha producido un vólvulo:
- Primero, el paciente es reanimado con líquidos para estabilizarlo para la cirugía.
- Se corrige el vólvulo (rotación del intestino en sentido antihorario).
- Se cortan las bandas fibrosas de Ladd sobre el duodeno.
- El pedículo mesentérico se ensancha mediante la separación del duodeno y el ciego.
- Los intestinos delgado y grueso se colocan en una posición que reduce el riesgo de vólvulo futuro.

Con esta condición, el apéndice a menudo se encuentra en el lado equivocado del cuerpo y, por lo tanto, se extrae como medida de precaución durante el procedimiento quirúrgico. Esta técnica quirúrgica se conoce como el "procedimiento de Ladd", en honor al Dr. William Ladd. 
La investigación a largo plazo sobre el procedimiento de Ladd indica que incluso después de la cirugía, algunos pacientes son susceptibles a problemas gastrointestinales y pueden necesitar una cirugía adicional.